# Estação Aragón
A Estação Aragón é uma das estações do Metrô da Cidade do México, situada na Cidade do México, entre a Estação Oceanía e a Estação Eduardo Molina. Administrada pelo Sistema de Transporte Colectivo, faz parte da Linha 5.
Foi inaugurada em 19 de dezembro de 1981. Localiza-se no cruzamento da Avenida Río Consulado com a Rua Pesetas. Atende o bairro Fernando Casas Alemán, situado na demarcação territorial de Gustavo A. Madero, e o bairro Simón Bolívar, situado na demarcação territorial de Venustiano Carranza. A estação registrou um movimento de 2.619.656 passageiros em 2016.